# 成尋
成尋（じょうじん、寛弘8年（1011年）- 永保元年10月6日（1081年11月9日））は、平安時代中期の天台宗の僧。父は陸奥守藤原実方の子貞叙。母は女流歌人で「成尋阿闍梨母集」を残した源俊賢の娘（成尋阿闍梨母）。善慧大師とも称される。

## 生涯
7歳で出家した。はじめ京都岩倉大雲寺の文慶（もんけい）に師事し、その後悟円・行円・明尊から台密（天台宗における密教）の法を受けた。長久2年（1041年）大雲寺別当に就任。延暦寺総持院阿闍梨となり、藤原頼通の護持僧となった。1072年（延久4年）北宋へ渡り、天台山や五台山など智者大師の聖跡・諸寺を巡礼。神宗に謁見し、祈雨法を修して善慧大師の号を賜った。また、円仁や奝然の旅行記と恵心僧都源信の『往生要集』を宋にもたらし、一方で経典など600巻余りを日本へ送った。自らも帰国しようとしたが、神宗に慰留され宋朝に残り、汴京開宝寺で没した。旅行記に『参天台五台山記』8巻がある。死後、即身仏として祀られたと伝わる。

## 成尋は佐理の子か
元禄時代に書かれた『本朝高僧伝』の記述を鵜呑みにして、いくつかの事典では藤原佐理の子という定義となっている（デジタル大辞泉、大辞林など。コトバンクの 成尋の項目 参照）。しかし佐理は998年に没しており、成尋の生年は1011年である。
大雲寺開祖である真覚の俗名も佐理であり、これとの混同という可能性もあるが、真覚は村上天皇崩御の直後に出家した人物であり、やはり年代的には合わない。

## 関連文献
- 水口幹記著『成尋（人物叢書）』吉川弘文館、2023　ISBN　9784642053136
- 森公章著『成尋と参天台五臺山記の研究』吉川弘文館、2013　ISBN　9784642046046